# Възкресение Христово (Санкт Петербург)
„Възкресение Христово“ (на руски: Храм „Спаса на Крови“, в превод Храм „Спасител на кръвта“) е православна църква, която се намира в Санкт Петербург, Русия.
Построена е на мястото, на което император Александър II е бил смъртоносно ранен през 1881 г. Оттам идва и името на църквата – Църквата на нашия спасител върху пролятата му кръв (на английски: The Church of Our Savior on Spilled Blood). Строителството на църквата започва през 1883 г. по времето на Александър III и завършва през 1907 г. по времето на Николай II.
Архитектурата на сградата е събирателен образ на руски православен храм от Москва и Ярославъл от XVI-XVII век. Куполите са оцветени в разноцветни багри. Освен отвън, църквата е изключително живописна и отвътре. Интериорът е осеян с красиви мозайки.
Разположена е на канал „Грибоедов“ (на руски: кана́л Грибое́дова) в Санкт Петербург. Храмът е сред основните забележителности на града.